# محمدرضا اعتمادیان
محمدرضا اعتمادیان (۱۳۱۷ یزد–۱۳۹۶ تهران) عضو شورای مرکزی حزب مؤتلفه اسلامی و معاون نخست‌وزیر و ریاست سازمان اوقاف و امور خیریه در دولت میرحسین موسوی را برعهده داشت.
اعتمادیان در سال ۱۳۱۷ در یزد به دنیا آمد و در سال ۱۳۳۵ به تهران رفت. او پس زا ورود به تهران در بازار به فعالیت پرداخت. وی پس از پیروزی انقلاب در مسئولیت‌های مختلفی حضور داشت به شرح زیر داشت: عضو هیئت مدیره دانشگاه امام صادق (ع)، عضو هیئت امنای آستان قدس رضوی، عضو هیئت امناء مهدیه تهران، عضو هیئت مدیره انجمن حامیان توسعه حوزه‌های علمیه کشور، عضو هیئت مؤسس، هیئت امناء و هیئت مدیره ستاد دیه کشور، مؤسس و عضو هیئت امناء و هیئت مدیره انجمن جذامیان کشور، عضو هیئت امناء مجمع خیرین مسجدساز، مشاور رئیس‌جمهور در امور اصناف و بازرگانی ۱۳ سال در ۳ دوره ریاست جمهوری، عضو شورای مرکزی حزب مؤتلفه اسلامی، قائم مقام تولیت عظمای آستان قدس رضوی.
محمد رضا اعتمادیان مؤسس بنیان نهاد مؤسسة غیرانتفاعی «محب» بود.
او سال‌های ۱۳۶۰ تا ۱۳۶۳ به مدت چهار سال به عنوان معاونت نخست‌وزیر وقت میرحسین موسوی ریاست سازمان اوقاف و امور خیریه را بر عهده داشت.